# 特捜エクシードラフト
『特捜エクシードラフト』（とくそうエクシードラフト）は、1992年2月2日から1993年1月24日まで、テレビ朝日系列で毎週日曜8時 - 8時30分（JST）に全49話が放送された、東映制作の特撮テレビドラマ。

## 概要
「メタルヒーローシリーズ」の第11作に当たると共に、『特警ウインスペクター』に端を発した「レスキューポリスシリーズ」の第3作にしてシリーズ最後の作品でもある。設定や作劇的には前2作の基本路線を踏襲した形となっているが、前作まではメンバーに含まれていたロボットが廃され、強化スーツを装着する人数が3人に増えたり、そのスーツの装着も手作業によるプロセスを踏んだものとなるなど、従来の世界観からの変更もいくつかなされている。
また本作品は当初、前2作との関連性はほぼ皆無であったが、終盤にて前2作の主要登場人物である正木俊介が警視監として登場し、世界観を同じくする作品とされた。
ストーリーは、ドラマ性を重視したソルブレインに対し、エンターテイメント性を引き戻すことが意図され、超常現象やタイムマシンなど超科学を題材とした大胆な作品が多くなった。犯罪の状況ドラマに重きを置いた展開となっており、レスキュー要素はその状況からの脱出という性格を帯びている。特に中盤での宇宙捜査官の登場や後半の「神と悪魔の戦い」など、これまでのレスキューポリスシリーズの世界観とは趣を異にするSF要素の強い壮大なストーリーが目立つようになった。子供番組としては観念的な内容であることから、メインライターの宮下隼一は監督から内容について質問を受けることが多かったというが、宮下はやりきったという思いであったことを述べている。他方で、東映プロデューサーの堀長文は、後年のインタビューで大河的なストーリーへ展開していったことは失敗であったと述懐しているが、制作当時は宮下を後押ししていた。
企画時にキャラクターデザインが遅れたため、放送前の撮影会が児童誌の締め切りに間に合わずイラストのみの掲載となった。またエンディングにはキャラクターデザインとして、主に作中に登場するイメージイラストを手がけていた薄永俊之がクレジットされているが、当の薄永自身はゲストキャラクターのデザインを手がけたことはないと後年証言している。これについて、当時企画者104の所属として本作品に関わっていた河野成寛は、イラスト内に出てくるモンスターを薄永独自の判断で描いた際、それに対応する形で同じく企画者104所属であった葛西おとがクレジットを入れてもらっていたのではないか、と推察している。

## あらすじ

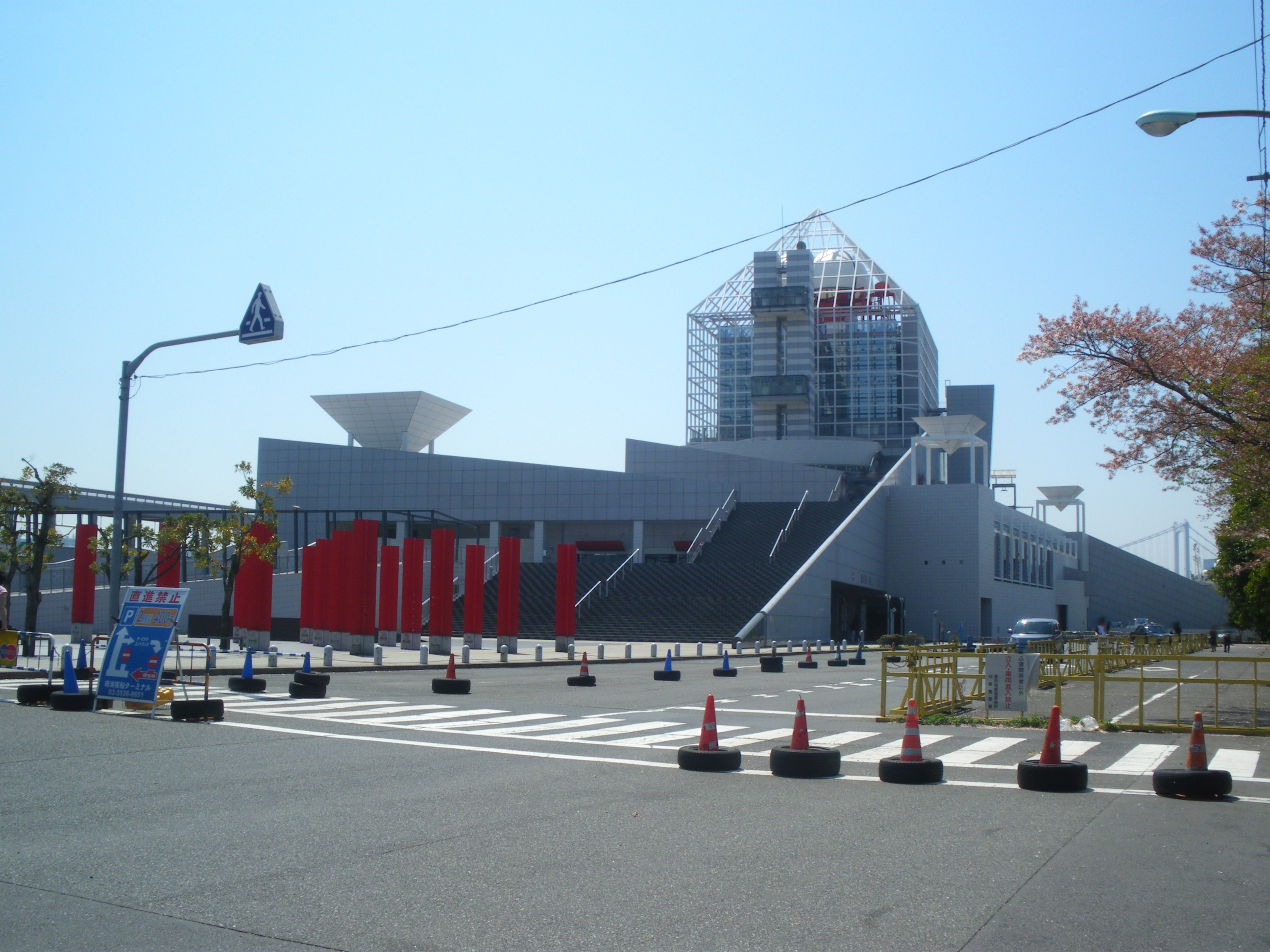
主人公たちの本部の外観として、屋外の撮影に使用された晴海客船ターミナル

明日の地球に人々は求めた、愛と希望と優しさを！そして人々は選んだ、若く熱い三つの魂を！多様化する未来型犯罪に敢然と挑戦する特別救急捜査隊の誕生である！（オープニングナレーション（1、2話）より）
多様化する犯罪から人々を守るために、3つの魂が炎となって燃えた！ これは明日の地球に愛と優しさを求めた、特別救急捜査隊の物語である！（オープニングナレーション（3話以降）より）
犯罪、環境汚染、自然災害など高度化、複雑化する人類の脅威に立ち向かうべく、インターポール・警視庁・消防庁・防衛省・厚生省など様々な機関からのスペシャリストが集結し、ウインスペクター、ソルブレインに続く新たなレスキューポリスが誕生した。それが、特別救急捜査隊エクシードラフト（略称SRED）である。

## 登場人物

### 特別救急捜査隊エクシードラフト
叶 隼人（）
SREDの隊長を務める。インターポール(ICPO)出身の24歳。階級は警視正。
スポーツ万能の上に、5カ国語をこなす。強い責任感と冷静沈着さを持ち、子供には優しい。仕事には厳しいが、敵の策略で人身事故の加害者に仕立てられた耕作の無実を何としてでも証明しようとしたり、敵の不意打ちによってリボルバックG3を奪われ取り乱す拳をなだめるなど、隊員思いの面も持つ。
SRED入隊のきっかけは親友でもあった同僚・栗田秀夫の殉職。当初は自分を責めていたが「友の志を無駄にするわけにはいかない」という決意の元、後に創設されたSREDの隊長に自ら志願した。
美香から神と悪魔の戦いを知らされながらも半信半疑だったことから仲間たちに話せずにいたが、第47話において、打ち明ける。最終話において、大門を倒しながらも力を使い果たし、息絶えてしまうが、仲間たちの思いと自身の生きる意思により息を吹き返す。
愛車はスズキ・イントルーダー400。
ドラフトレッダー
叶隼人がトライジャケット・スワットモードを装着した姿。
パワー、スピード、防弾性、耐衝撃性など総合的に優れた能力を持つ。耐熱性は4,500度。
シンクレッダー
叶隼人がバトルジャケットを装着した姿。
ドラフトレッダーの3倍のパワーを持ち、あらゆる犯罪や災害に対応することができる。耐熱性は4,800度、耐圧性は1平方センチメートルあたり8トン。

村岡 耕作（）
警視庁特捜部出身の24歳。階級は警視。
クールな外見とは裏腹に人情家。幼少時に父・村岡文雄と母を亡くしているため、家族の絆を断とうとする犯罪者や家族を大切にしない人間に対しても怒りを露わにする。くしで髪を整えたり、トライジャケットのヘルメット装着前に両手の関節を鳴らす癖も見られる。
SRED入隊のきっかけは説得して自首させようとした犯罪者から逆に殺されかけたためで、以来、犯人逮捕の技術に全力を注ぐようになったという。
オリンピック出場歴のある父の影響から射撃を得意とする他、変装の名人でもあり、隼人や拳らも騙される演技力も持ち、第42話では、それを生かして中国マフィアのボスを追い詰めた。
大門のアジトに急行した際、鏡に映った大門から「隼人を憎んでいる」「エクシードラフトの隊長になりたいと思っている」と挑発された末、拳と共に操られてしまい、エクシードラフト本部を破壊していき、拳と桂木と共に死亡。亡骸は、バリアス7やスクラムヘッドとともに大門の神殿に留置されたが、愛の中の神の子の力で復活を果たす。
ドラフトブルース
村岡耕作がトライジャケット・アレストモードを装着した姿。
センサー機構や電波吸収性の高い装甲を備えるなど追跡・操作能力が強化されており、射撃能力も秀でる。耐熱性は4,500度。

大熊 拳（）
消防隊レンジャー部隊出身の23歳。階級は警視。
空手の達人で、学生時代に「大旋風蹴り」で選手権6連覇を達成した実力者。明朗な熱血漢な反面、料理作りが趣味という一面も。得意料理はホットケーキ。トライジャケットのヘルメット装着前に顔を叩いて気合を入れる癖がある。
SRED入隊のきっかけは、受験に失敗して自棄になったことから放火を犯した少年を改心させた経験から、「悪の炎」を消す使命に目覚めたからだとのこと。
大門のアジトに急行した際、プールの水面に映った大門に耕作同様の挑発をされた結果、耕作と共に操られてしまい、エクシードラフト本部を破壊していき、耕作と桂木と共に死亡。亡骸は、バリアス7やスクラムヘッドとともに大門の神殿に留置されたが、愛の中の神の子の力で復活を果たす。
ドラフトキース
大熊拳がトライジャケット・ファイヤーモードを装着した姿。
耐熱性・耐圧性に優れるなど消火・救助活動能力が強化されており、腕力も秀でる。耐熱性は4,700度。
頭部のアンテナ部分は忍者風の武器ハーゲンダートとなっており、麻酔注射のニードルユニットや犯人追跡用のマグネットユニットとして用いる。

日向 愛（）
アメリカ航空宇宙局(NASA)出身の22歳。階級は警部。主にデータ解析官を務める。
事件が起こるとSIMをオペレートし、メンバーをバックアップする。頭脳明晰、スポーツ万能。特に剣道が得意であり、インターハイで優勝している。
第16話では、かつて自分を信頼していたロボット・デュークを庇うために隼人たちに銃を向けた。
第44話において、神の子が宿り、第47話から大門に命を狙われるようになるが、最終話にて、自身の中の神の子の生命エネルギーが仲間たちを蘇生させる。

桂木 重吉（）
SREDの本部長。54歳。階級は警視監。隼人同様、インターポール(ICPO)に所属していた。
外見そのものは呑気だが、事件が起こるとメンバーに的確な指示を与える。趣味は釣り、浪曲鑑賞。第11話〜18話まで極秘任務のため、古巣のICPOに赴いていた。また、ダーツの腕前もかなりのもの。
第48話にて、大門に操られた耕作と拳を静止し、隼人と愛に「この地球のために、人類のために生きてくれ!生き抜いてくれ!」と言い残し、耕作と拳と共に本部の爆発に巻き込まれて生死不明となるが、最終話で2人と共に遺体がバリアス7やスクラムヘッドとともに大門の神殿に留置される。愛の体に宿っていた神の子の生命エネルギーが吹き込まれたことで3人とも蘇生。大門に勝利しながらも隼人が息絶えた際には、「地球を救うために戦った、この男を死なせてしまったら、何の意味がある？これが、神のやり方なのか？」と神に問いた。
- 桂木を演じた福田は、体調不良のため第11話～18話まで「極秘任務のため古巣のICPOに赴いていた」という設定で休演した。

一色 哲夫（）
第11話から第18話に登場。階級は警視監で、50歳。極秘任務でパリへ赴いた桂木の本部長代理を務めた。
- 一色を演じた溝口は『江戸川乱歩シリーズ 明智小五郎』で主演を務めて以降は主に客演が続いていたが福田の体調不良による休演を受けて本部長代理役で福田の穴を埋めた。

### エクシードラフトの関係者
日向 勝（）
愛の弟で唯一の肉親でもある10歳の小学生。第2話から登場。
姉同様に剣道を習っており、サッカーチームにも所属し、修栄スクールという塾にも通っている。基本的には明るい性格だが生意気な面が玉に瑕。学校でのクラスは、4年2組。
劇中では、秋葉が担当した事件に幾度となく遭遇し、東郷に拉致されたり、神のサンタに連れ去られたこともあった。SRED本部壊滅後、隼人と愛と共に地下に身を潜め、大門との最終決戦の場にも立ち会う。

正木 俊介（）
階級は警視監。43歳。
エクシードラフトの前身であるウインスペクターとソルブレインを設立した人物で、現在は警察庁に在籍。後付けであるが、SREDの設立にも協力したとされている。
世界中で起きている妊婦殺害事件の背後に大門コンツェルンが絡んでいることを知り、エクシードラフトと共に合同捜査を行う。大門の刺客から愛を守るために戦い、神と悪魔の戦いが現実のものであることも知る。国際会議を開くべく、パリに向かうが、彼を始めとしたインターボールの会議に出席する政府や警察関係者を乗せた旅客機は大門の力で異空間に封印されてしまう。大門消滅後、封印が解かれ、エクシードラフトを出迎える。
制帽は異なるが、制服は『ソルブレイン』時代と同じである。

### 光の戦士・神の使い
デビット 秋葉（）
第19話-第20話・第28話-第29話・第43話-第44話・最終話に登場。犯罪捜査官。28歳。
中南米テロ撲滅委員会の特別捜査官だったが殉職するも、宇宙捜査官の宇宙生命体の依代として復活し、光の戦士とも呼ばれる。当初はSREDと対立するも互いに認め合うようになった。銃火器に加え、光線も放てるメリケンサックも武器としている。
第43話-第44話では、弟の背後に悪魔が潜んでいたことを知り、神と悪魔の戦いが絡んだ事件を捜査するSREDに協力。ノアの方舟に乗せられそうになった、勝たちをエクシードラフトと共に救出しつつ、悪魔のサンタクロースたちを倒した。宇宙に戻る途中、大門に襲われるが、辛くも生き延び、最終話において、光球の姿で隼人に加勢した。

美香（）
第33話から登場。隼人の前に現れる謎の少女。その正体は神に遣われし者・天使ミカエル。
神を絶対としており、種として人類を存続させるために一部の人間（子供のみ）を大門の魔の手から守る使命を受けていた。もっとも個々の人間に対しては無慈悲かつ冷徹。保護する人間以外の犠牲はもとより、保護した子供の心情も一切気に掛けず、人として神の意思に反するSREDを抹殺しようとするなど、目的のためならば手段を選ばず、SRED本部で自分の力を見せ付けた際にも人間を見下すような発言をし、人間は神の意思に従うことを当然としか認識していないが、隼人が見せた人間の矜持に多少は感化された。
第48話では愛の中の神の子を守るために、大門の刺客たちの攻撃を受けて負傷。神の許に戻ったが、次の最終回で大門消滅後、SREDの前に姿を現し、彼ら人類に地球の未来を託すことを告げた。
サンタクロースを使者として操る。

### 主な敵
赤いスペード（）
第3話-第4話・第7話-第8話に登場した犯罪組織。メンバーは指にスペードのタトゥーをしている。
フェルナンド・モラレス・矢崎（）
第7話-第8話に登場。「赤いスペード」のナンバー2に君臨する日系外国人。

カルロス 東郷（）
第19話-第20話・第28話-第29話に登場。国際的テロリスト。
オリジナルのデビット秋葉と相打ちになったが、宇宙生命体の犯罪者の依代として復活。以降、秋葉と同じように光線も使えるメリケンサックも武器とするようになる。
その宇宙犯罪者は秋葉に乗り移った宇宙捜査官の実弟であり、犯罪によって両親を失ったことが原因で道を踏み外し、捜査官となった兄と死闘を繰り広げてきた。
SREDにインターポールからの視察が入ったことを機に地球支配を決行。視察団に整形させた暗殺グループを差し向けるも秋葉の介入で失敗するが、最初から用済みになったら消すつもりだったので爆弾で殺害。その後、ウイルスフロッピーの権威であるマッドサイエンティストの小針圭三を抱き込んで、ウイルスフロッピーに自身の意識生命体の一部分を組み込み、勝を捕らえ、愛にウイルスフロッピーをSRED本部のコンピュータに組み込ませ、地球のコンピュータネットワークを自らのものとする。戦いの最中、自分のことに責任を感じた兄の心情を知って改心するもウイルスを消滅させるために自身にエネルギーを注ぎ込んで自決・爆発。メリケンサックだけが残った。
後に、悪魔に魅入られていたことが、秋葉の捜査で判明。
- 東郷を演じた神威は、初登場である第19・20話にて、撮影のクランクイン直前に胃潰瘍を患い胃の内部での出血で貧血状態にあったが、絶対安静のドクターストップを振りきり、現場では病状を隠して撮影に臨んでいた。

大門 巌（）
第33話から登場。大門コンツェルンの総裁。SREDにたびたび挑戦を仕掛ける。その正体は、悪魔。
殺し屋・湯田均と彼が率いる爆弾ロボット軍団、黒いサンタクロース、紳士服の老人、紳士服の少年を手駒として操る。2人の女性秘書もいる。自身も戦う力を持っており、心理攻撃を使って相手を操り、格闘術にも長けている。
SREDに攻撃を仕掛ける一方、神の子を宿した女性たちを次々と殺害していた。
第47話から始まった最終章で正木の調査により神の子を宿した女性たちの殺害の捜査線上に浮かびあがり、悪魔であることを知られる。その後は、正木の乗った飛行機を異空間に幽閉し、耕作と拳を操り、2人にSRED本部を破壊させ、耕作と拳と桂木を抹殺。隼人を本部破壊の第一容疑者に仕立て上げる。SREDをほぼ無力化した後、オゾン層を完全消滅させ、地球を死の星に変えていった。地下に身を潜めた隼人と日向姉弟を宇宙空間の神殿に招待し、隼人と最後の戦いを展開。隼人を屈服させることで、愛の中の神の子の力で自身を含めた全てのものを消滅させようとする。だが、最後まで諦めない隼人を認めた神の子が自己犠牲で耕作、拳、桂木を復活させてしまったことで、全ての消滅を果たせなくなり、自身は隼人が操作したシムのレーザーで破壊された部分から宇宙空間に吸い出され、追撃のサイクロン・ノバでブラックホールに飛ばされて消滅。これにより、地球のオゾン層は復活し、正木も解放された。
スカッシュを趣味としているらしく、劇中ではスカッシュをする姿を見せた。

## 装備・メカニック

### 基本装備
トライジャケット
隼人、耕作、拳が装着する特殊スーツ（特殊装甲服）。装着時の掛け声は実装。共通の仕様として、マスクのゴーグルの上からシールドが重なる機構と腹部パーツのシャッターが閉じる機構が備わっている。
隼人のスーツは防弾性・耐衝撃性に優れた赤のスーツ（スワットモード）。耕作のスーツは追跡・電波吸収性・捜査能力に優れた青のスーツ（アレストモード）。拳のスーツは耐熱・消火・救助能力に優れた黄色のスーツ（ファイヤーモード）。
実装の手順は、レッダーは前作までと同様、専用車スクラムヘッドの座席で、ブルースとキースは車外のトランクを開いてそれぞれ手作業で着替える。
- デザインはマスクの装着ギミックに重点が置かれ、全体のシルエットは前2作品よりもシンプルになった。

バトルジャケット・強化トライジャケット
第33話から登場したトライジャケットの強化版で、レスキュー重視の機能に特化していた従来のトライジャケットから、戦闘面を重視したパワーアップが施された。
レッダーのトライジャケットは大幅にデザインチェンジが行われバトルジャケットにパワーアップ、名称もシンクレッダーに変更された。マスクのシールド機能こそオミットされているものの、新たに頭頂部左右にショック波を放つ電磁ビームガンが搭載され、犯人鎮圧に用いられる。頭頂部には動体感知センサーを装備する。
ブルース・キースのものも強化トライジャケットにマイナーチェンジしており、シンクレッダーほどの大幅な外見の変化はないが、腕と脚に白いラインが1本（シンクレッダーは2本）追加されている。この他一度だけの登場に終わったものの、従来のレッダーにも同様のマイナーチェンジ型が存在している。
この強化の直前にレッダー専用車・バリアス7が配備されたこともあり、レッダーはバリアス7の車内で、ブルースとキースもスクラムヘッドの車内で「実装」するようになった。

EDRT-003 アクセスロック-S
SRED隊員が使用する多目的小型無線機。音声通信の他、ボタンを使用した暗号通信、シムの遠隔操作などといった機能を持つ。また、戦闘や救助の必要がある時にはスクラムヘッド・バリアス7車内のアクセスロックキャッチャーに差し込むことで、格納された各トライジャケット・バトルジャケットを「実装」する。
劇中で使用されたプロップは基本的に玩具を流用しており、玩具の広告でもそれを売りにしていた。

EDRT-009 特捜手帳
隼人、耕作、拳の3人が携帯する特殊捜査身分証明アイテム。3人がSREDの隊長もしくは隊員であることを証明すると共に、搭載している高性能データチップが捜査やレスキュー活動に必要なデータを素早く収集・提供する。
- 前作までに登場した同系統のアイテム（電子手帳・特警手帳・ソルインジケーター）とは異なり、初登場は第25話からとなっている。本来はアクセスロック-Sが警察手帳アイテムの系譜に位置していたが、変身用キーアイテム兼通信機としての描写に特化していたため、名乗り用アイテムとして急遽用意された。

### レスキュー・戦闘用装備
EDRT-001 リボルバックG-3
多機能ハンドガン。SREDの制式銃であるため実装前でも携行しており、トライジャケット着用後は右膝上のホルスターで携行する。
6つのモードの切り替えが可能であり、1 - 3は実弾のブラスターガン、速射レーザーのレーザーパルスガン、消火ビームのケミカルショット。
トライシャフトを追加装着することで4 - 6のモードが使用可能となり、主にレッダーが使用するブラスターの5倍の威力を誇る強化弾丸のハイパーブラスターモード、主にブルースが使用する麻痺ビームや電撃弾を発射するサンダーグレネードモード、主にキースが使用する冷凍ビームのフリーズレーザーモードの3種類のレーザービーム銃として使える。
- 名称は「リボルバー」と「ブローバック」を組み合わせた造語で、玩具での主要ギミックに由来する。

EDRT-002 トライシャフト
3段式伸縮特殊警棒。トライジャケットの左腰のホルスターで携行する。高性能の高電磁ショックウェーブ発生装置を内蔵。ふれた物を痺れさせるスタンスティックとして犯人逮捕時に用いられる。リボルバックのアタッチメントでもある。

EDRT-004 ハイドランダー
万能消火レスキューツール。スクラムヘッドの収納庫内に備え付けられている。
サブグリップを起こした状態で1点集中噴射のインテグレーションモード、サブグリップを倒した状態で広範囲噴射のスプレーモードの2種を使い分ける。

EDRT-005 ターボユニット-W
加速装置。トライジャケットの足首部分に備え付けられている。
「ターボユニット」の掛け声で起動し、胸のコンピューターでパワーを調節することで、ファンの高速回転により、レッダーは秒速110メートル、ブルースとキースは秒速100メートルのスピードでの走行が可能となる他、レッダーは100メートル、ブルースとキースは75メートルまでジャンプ力を高めることができる。
- 本作品の方針として乗り物の描写を減らし隊員が体を張っている姿を見せることが掲げられたため、現場に駆けつけるアイテムとして用意された。野中は商品開発のきっかけはプレックスのデザイナーから「ロボットの歩行音を再現したなりきり玩具」を提案されたことだと述べている。ただ、両足に音声ICを2つ積んでいるため、コストが上がってしまったものとなった。

EDRT-006 ガードラー
第11話から登場の電磁シールド。使用時にはシャッターが展開して、円形状となる。ターボユニットWの性能をより効率良くするための補助機能も持つ。レッダー用のガードラーはエンブレードも格納している。

EDRT-007 エンブレード
第11話から登場。レッダー専用のツールで大型高性能レーザーメス。伸ばすことで、障害物などを破壊する。刃の部分を縮めることで、ヘビーサイクロンの展開した銃身中央に装填し、サイクロンノバの使用が可能になる。アルファベット表記は「E.M.-Blade」。

EDRT-008 ビルドライバー
第21話から登場。密閉空間からの脱出・救出作業に特化したツール。先端ユニットの換装によりディスクソウモード（EDAT-008-I）とドリルモード（EDAT-008-II）の2種を使い分ける。
ディスクソウモードでは、毎秒650回転する円刃で厚さ30センチメートルの鋼鉄の扉をも切断する。主に人がエレベーターなどに閉じ込められた場合に使用。
ドリルモードでは、毎秒950回転するドリルで岩盤やコンクリート壁を粉砕することができる。生き埋めになった人の救出などに使用する。
リボルドライビング
リボルバックG-3とビルドライバーの合体形態。両装備のエネルギーの融合により、パワーがビルドライバーの10倍にまでアップする。
ビルドライバー同様、ユニットの換装によりディスクソウモードとドリルモードを使い分ける。
- シリーズ初の初期装備を強化するアタッチメントである。

EDRT-00X ヘビーサイクロン
第33話から登場したシンクレッダー専用のツール。エネルギー弾を連射するバルカンカートリッジ、破壊力重視のマグナムカートリッジ、粘着弾のゲルカートリッジを使用。エンブレードを装填することにより、ビーム砲サイクロンノバになる。
サイクロンノバ
本体銃身を前方に伸ばし、後部カバーを展開して、エンブレードをカートリッジとして装填し、プラズマビームを放つ形態。戦車を3台纏めて、蒸発・破壊する威力を持ち、連射も可能。
- バンダイのCMでは、ヘビーサイクロンと右手のガードラーを装着した状態で発射している。

### メカニック
SRED-01 スクラムヘッド
四輪駆動のレスキューカー。主に耕作が運転。
運転席のアクセスロックキャッチャーにアクセスロックSを差し込むことで、座席がスクラムヘッド後部のトライジャケット格納庫に移動し実装が可能となっており、バリアス7が導入されるまでは隼人が使用していた。耕作と拳は車体右側面のトランクのアクセスロックキャッチャーにアクセスロックSを差し回すことで、トランクからトライジャケットを取り出し、実装していたが、バリアス7導入後は運転席で実装するようになった。
スピードと悪路での走破性に優れており、車体上部に救助ワイヤーや消火剤を噴射するトライキャノン、前部に強化チタナイト製のフロントクロー、格納庫内に携帯式放水銃EDRT-004 ハイドランダーを搭載。
基本的には、ブルースとキースは車内に乗り込み、レッダーはトライキャノンがある車体上部に乗り込む。
- ベース車はシボレー・ブレイザー（K5型の第2世代）。

SRED-02 バリアス7
第25話より登場した、レッダー専用のスーパーパトカー。必要に応じて、ブルース・キースが使用することもある（第40話など）。通常走行モードの他に「ウルトラハイスピード」と呼ばれる緊急走行モードが存在している。
スーパースピード時は、バリアフィールドジェネレーターにより空気抵抗などから車体を護る。また、下記の7種の機能が装備されており、通常形態のパトロールモードと、これらの装備を展開したエマージェンシーモードを状況に応じて使い分ける。
- グレネードシューター（Aボタン・爆雷射出装置）
- ハイパーサーチライト（Bボタン・透視能力を持ち、明るさを最大にすれば有毒ガスも分解する強力な紫外線照明）
- マルチアンカー（Cボタン・多目的マニピュレータ付属の牽引装置）
- ブレイクレーザー（Dボタン・障害物破壊用レーザー砲）
- アクセスレーダー（Eボタン・全周波数帯域を網羅する探査装置）
- ハイドランドキャノン（Fボタン・放水消火砲と化学消火砲）
- ホバースピーダー（Gボタン・ウルトラハイスピード走行や短距離飛行を可能にする浮揚装備）
- ベース車はシボレー・コルベット（C4前期型）。変形シーンはミニチュアをトラックの荷台に乗せて撮影しており、実車と違和感のない映像とすることが目指された。

情報探査衛星シム（SIM）
地球の衛星軌道上に浮遊する人工衛星で、愛がオペレーターとなる。事件現場の模様を高性能探査カメラで捕らえたり、アクセスロックSからの無線信号もキャッチする。機体上部には、レーザー砲も装備。また、犯罪者データベースや様々な武器のデータベースも照会できる。
- ミニチュアは『超新星フラッシュマン』のラウンドベースを改造したもの。

エクシードラフト専用車
他のメンバーがスクラムヘッドを使用している間、別行動などの目的で捜査に使用している車。特に改造や、装備は施されていない。
- 車種はオートザムAZ-3。パッションイエローマイカ（33話で湯田に遠隔操作された後、サイクロンノバで破壊される）と、ブリリアントブラック（1話限り）の2台が登場。

## キャスト
※各話ゲストについては放送日程を参照。
- 叶隼人 / ドラフトレッダー→シンクレッダー：影丸茂樹
- 村岡耕作 / ドラフトブルース：河井マモル
- 大熊拳 / ドラフトキース：榊原伊織
- 日向愛：中村由利
- 桂木重吉：福田豊土
- 一色哲夫：溝口舜亮
- 日向勝：韮沢雄希[注釈 11]
- コンピューターボイス：志村要
- ナレーション
  - 鳥居賞也（第1 - 15話）
  - 村山明（第16 - 20話）
  - 寺杣昌紀→てらそま昌紀[注釈 1]（第21 - 最終話）

### スーツアクター
- ドラフトレッダー（アクション）[45][46]：赤田昌人
- ドラフトレッダー[45][47]、シンクレッダー[45]：横山一敏
- ドラフトブルース[45]：菊地寿幸、佐藤広隆
- ドラフトキース[45]：岩田時男
- ドラフトキース（アクション）[48][49]：竹内康博

## スタッフ
メインライターは前年までの杉村升がスーパー戦隊シリーズに移動したことにより、宮下隼一に交代。東映プロデューサーの堀長文は、宮下を育てるという目論見もあったと述べている。
メイン監督はパイロットを含め年間を通して三ツ村鐵治が担当。そして前作から引き続き小西通雄、また杉村と同じく戦隊シリーズに移動した小笠原猛とスイッチする形で蓑輪雅夫が登板。最終3部作を担当するなどの活躍ぶりを見せた。
- プロデューサー：宇都宮恭三（ - 34話）、梶淳（35話 - ）（テレビ朝日）・堀長文（東映）
- 原作：八手三郎
- 連載：テレビマガジン、たのしい幼稚園、てれびくん、テレビランド
- 脚本：宮下隼一、鷺山京子、山田隆司、扇澤延男、酒井直行、増田貴彦、細野辰興、中野睦、鈴木康之
- 音楽：瑞木薫
- アクション監督：山岡淳二、村上潤（ジャパン・アクション・クラブ）
- 監督：三ツ村鐵治、小西通雄、新井清、蓑輪雅夫、石田秀範
- 撮影：瀬尾脩→浄空、小泉貴一
- 照明：吉岡伝吉
- 美術：宮国登
- 録音：太田克己
- 編集：菅野順吉
- 選曲：金成謙二
- 効果：大泉音映
- 操演：羽鳥博幸
- 計測：小泉貴一、岡部正治、臼木敏博、田中正之
- 記録：深沢いづみ
- 造型：前澤範
- デザイン：薄永俊之[注釈 12]、河野成寛[注釈 13]
- 助監督：石田秀範、谷口昌史、小山賢司、鈴村展弘
- 進行主任：東正信
- 製作担当：沼尾和典、橋本鉄雄
- 製作事務：須田啓一、石垣紘一
- 企画協力：企画者104
- 装置：東映美術センター、紀和美建
- 美粧：サン・メイク
- 衣裳：東京衣裳
- キャラクター製作：レインボー造型企画
- 装飾：大晃商会
- 合成：映画工房
- 現像：東映化学
- カースタント：タケシレーシングチーム
- 車輌協力：AUTOZAM、スズキ株式会社
- 衣裳協力：アシックス
- ガン・アドバイザー：松川充雄
- （株）特撮研究所
  - 操演：鈴木昶、尾上克郎
  - 撮影：高橋政千
  - 照明：林方谷
  - 美術：佛田洋
- 特撮監督：矢島信男
- 制作：テレビ朝日、東映、ASATSU

## 主題歌・挿入歌
オープニングテーマ「特捜エクシードラフト」
作詞：山川啓介 / 作曲：鈴木キサブロー / 編曲：矢野立美 / 歌：宮内タカユキ

エンディングテーマ「ゴールは未来」
作詞：山川啓介 / 作曲：鈴木キサブロー / 編曲：矢野立美 / 歌：宮内タカユキ

挿入歌
「実装!!」（第24、25、28話）
作詞：松本一起 / 作曲：瑞木薫 / 編曲：信田かずお / 歌：宮内タカユキ
「スクラム！エクシードラフト」（第28話）
作詞：江口水基 / 作曲：瑞木薫 / 編曲：信田かずお / 歌：沢靖英
「たよりにしてます 本部長」
作詞：江口水基 / 作曲・編曲：信田かずお / 歌：橋本潮
「それは命」（第28、35話）
作詞：松本一起 / 作曲：鈴木キサブロー / 編曲：信田かずお / 歌：宮内タカユキ
「勇気を未来に向けて 〜エクシードラフト限りなく〜」（第24、28話）
作詞：榊原マサオ / 作曲：加治木剛 / 編曲：児嶋三郎 / 歌：古怒田健志
「生命はひとつ」
作詞：榊原マサオ / 作曲・編曲：信田かずお / 歌：宮内タカユキ
「LAST FIGHTER」（第25話、26話、29話、34話、43話、48話）
作詞：江口水基 / 作曲・編曲：児嶋三郎 / 歌：宮内タカユキ
「白い稲妻！バリアス7」（第34話、42話）
作詞：江口水基 / 作曲・編曲：児嶋三郎 / 歌：宮内タカユキ
「勇気と友情のバトル」
作詞：平出よしかつ / 作曲：鴨井学 / 編曲：信田かずお / 歌：宮内タカユキ
「エクシードラフトGrade up!」（第39話）
作詞：江口水基 / 作曲：瑞木薫 / 編曲：児嶋三郎 / 歌：宮内タカユキ
「嵐を巻きおこせ！」（第42話、43話）
作詞：江口水基 / 作曲：瑞木薫 / 編曲：信田かずお / 歌：宮内タカユキ
「未来を守る騎士たち」（第36話、37話、48話）
作詞：山川啓介 / 作曲：渡辺宙明 / 編曲：赤坂東児 / 歌：宮内タカユキ
「勇気よ急げ！」（第33話、37話、最終話）
作詞：山川啓介 / 作曲：渡辺宙明 / 編曲：赤坂東児 / 歌：宮内タカユキ

## 放送日程
| 放送日         | 放送回 | サブタイトル                    | ゲスト人物、メカなど | 脚本              | 監督       |
| -------------- | ------ | ------------------------------- | --- | ----------------- | ---------- |
| 1992年02月02日 | 1      | 死の幼稚園バス                  | - 氷室松男（演：早坂直家） - 氷室梅男（演：佐藤信一） - 氷室竹子（演：今井喜美子） - 研究所員（演：高橋克明） - 保母（演：東城美帆） - 茜（演：小出由華） - 園児たち（演：劇団東俳） - バリア発生装置                   | 宮下隼一          | 三ツ村鐵治 |
| 2月09日        | 2      | 爆裂都市SOS!                    | - 坂東常夫（演：堀越大史） - 無重力砲 - 未来燃料RS14 | 宮下隼一          | 三ツ村鐵治 |
| 2月16日        | 3      | 赤いスペードの影                | - 栗田健三（演：山中康司） - 栗田秀夫（演：小峰裕一） - ビル岩城（演：石川武） - 田代（演：稲山玄） - 真弓（演：西田有希） - ヒューマノイド（演：西村陽一、保村元治）                                                   | 宮下隼一          | 小西通雄   |
| 2月23日        | 4      | 生体兵器少女                    | - 松田ひとみ（演：井村翔子） - 綾部亨（演：中村孝雄） - 津山文夫（演：森山貴文） - 西脇（演：高月忠） - 赤いスペードの男（演：春田純一）                                                                                | 宮下隼一          | 小西通雄   |
| 3月01日        | 5      | 一人ぼっちの宇宙                | - ルイス大崎（演：高橋利道） - 向井テツヤ（演：五野上力） - 北川クニオ（演：森篤夫） - 電波研究所所長（演：桑原たけし） - ユウタ（演：田鍋圭助） - 人工衛星シーガル（声：むたあきこ）、誘導ミサイル                     | 鷺山京子          | 新井清     |
| 3月08日        | 6      | トラック母ちゃん                | - 竹内文枝（演：高畑淳子） - 俊彦（演：青木海） - 梶山（警視庁国際部）（演：中川彰） - 岡部（演：須賀良） - 高木（演：塩川健司） - 武藤マキオ（演：得丸伸二） - 早川（演：佐藤裕） - 核弾頭                             | 山田隆司          | 新井清     |
| 3月15日        | 7      | 隼人 指名手配！                 | - 矢崎文三（フェルナンド・モラレス・矢崎）、クローン矢崎（演：春田純一） - 矢崎の部下（演：楯昌之、羽村英ほか） - 子供時代の矢崎文三（演：宮野真守）                                                                    | 宮下隼一          | 三ツ村鐵治 |
| 3月22日        | 8      | スペード最終作戦                | - 矢崎文三（フェルナンド・モラレス・矢崎）、クローン矢崎（演：春田純一） - 矢崎の部下（演：楯昌之、羽村英ほか） - 子供時代の矢崎文三（演：宮野真守）                                                                    | 宮下隼一          | 三ツ村鐵治 |
| 3月29日        | 9      | 危険な家族ごっこ                | - 長井清二（演：遠藤憲一） - 堂島（演：内木場金光） - 小田切守（演：長沼哲郎） - 小田切栄子（演：執行佐智子） - 宮口安夫（演：宮寺康夫） - キーパー（声：小金澤篤子）                                                   | 扇澤延男          | 蓑輪雅夫   |
| 4月05日        | 10     | 隼人の一番長い日                | - 江田正彦（演：鎌手宣行） - 竹田（演：川下敦史） | 酒井直行          | 蓑輪雅夫   |
| 4月12日        | 11     | 炎の超高速ロボ                  | - 野々村勇三（演：戸井田稔） - 野々村和也（演：久我未来） - 玉木文夫（演：野崎海太郎） - チャーリー・ウォン（演：杉崎浩一） - ポセイドン                                                                                | 宮下隼一          | 小西通雄   |
| 4月19日        | 12     | マッハのロボ戦線                | - 野々村勇三（演：戸井田稔） - 野々村和也（演：久我未来） - 玉木文夫（演：野崎海太郎） - チャーリー・ウォン（演：杉崎浩一） - ポセイドン                                                                                | 宮下隼一          | 小西通雄   |
| 4月26日        | 13     | 禁断の地獄拳                    | - 藤王清安（演：三木敏彦） - 青山（演：弓家保則） - 木暮（演：横山一敏） - 木暮ユウコ（演：田中由紀） | 増田貴彦          | 三ツ村鐵治 |
| 5月03日        | 14     | 遥かなる父の家路                | - 工藤留三（演：山口嘉三） - 高橋誠（演：山下伸二） - 前田（演：城春樹） | 酒井直行          | 三ツ村鐵治 |
| 5月10日        | 15     | 前略金銀息子さま                | - 金銀兄弟 - 前田金太（演：坪井一広） - 前田銀之介（演：林正治） - 金銀兄弟の母（演：谷本小夜子） - 稲垣正三（演：秋間登） - 森山（演：山中誠也） - 超音波銃                                                            | 扇澤延男          | 蓑輪雅夫   |
| 5月17日        | 16     | 絶体絶命の愛                    | - デューク（声：岸野一彦） - シリコン弾 | 山田隆司          | 蓑輪雅夫   |
| 5月24日        | 17     | シンデレラを救え                | - 大鳥太平（演：小林勝彦） - 杉原博士（演：坂部文昭） - 石塚晃（演：田村円） - 美加（演：百地千寿） - 細菌兵器P-6 | 鷺山京子          | 小西通雄   |
| 5月31日        | 18     | パパは嘘つき警官                | - 沢田英司（演：海津亮介） - 加藤巡査長（演：刀坂悟） - 加藤浩一（演：菅原有吾） - 心理透視器 | 中野睦            | 小西通雄   |
| 6月07日        | 19     | 光を破る侵入者                  | - デビッド秋葉（演：嵯峨周平） - カルロス東郷（演：神威狂児） - 会田タカシ（演：辻つとむ） - 会田進（演：荻野純一） - 会田夫人（演：吉佐美聖子） - 細菌兵器X-13                                                         | 宮下隼一          | 三ツ村鐵治 |
| 6月14日        | 20     | 時空を超えた友情                | - デビッド秋葉（演：嵯峨周平） - カルロス東郷（演：神威狂児） - 会田タカシ（演：辻つとむ） - 会田進（演：荻野純一） - 会田夫人（演：吉佐美聖子） - 細菌兵器X-13                                                         | 宮下隼一          | 三ツ村鐵治 |
| 6月21日        | 21     | わたしはサイコ I                | - 1×1（演：吉川理恵子） - 小川彩子（演：丸山真穂） - 小川絹（演：本庄和子） - 大林博士（演：小寺大介） - 大林博士の助手（演：小山力也） - 権藤（演：志村要） - 赤塚京三（演：佐藤晟也）                                 | 宮下隼一 細野辰興 | 蓑輪雅夫   |
| 6月28日        | 22     | わたしはサイコ II               | - 1×1（演：吉川理恵子） - 小川彩子（演：丸山真穂） - 小川絹（演：本庄和子） - 大林博士（演：小寺大介） - 大林博士の助手（演：小山力也） - 権藤（演：志村要） - 赤塚京三（演：佐藤晟也）                                 | 宮下隼一 細野辰興 | 蓑輪雅夫   |
| 7月05日        | 23     | 死をよぶ愛の説得                | - 高田刑事（演：名川貞郎） - 乾刑事（演：太田貴彦） - 流岩太郎（演：辻三太郎） - 林彦六（演：加地健太郎） - 戸川勇（演：三重街恒二） - 遠藤（演：都島博）                                                               | 扇澤延男          | 小西通雄   |
| 7月12日        | 24     | 傷だらけの迷走                  | - 名取浩司（演：若松俊秀） - 森野タケシ（演：小山昌幸） - 情報撹乱カー | 中野睦            | 小西通雄   |
| 7月19日        | 25     | 発進！超マシン                  | - 高梨文夫（演：塩山誠司） - ホログラフの少女（演：青木秋美） - ホログラフ映像 | 宮下隼一          | 三ツ村鐵治 |
| 7月26日        | 26     | 明日への激走                    | - 朝倉宏（演：阪本良介） - 朝倉祐一（演：宮野翔太） - 集信男（演：平工秀哉） - サラ金業者（演：沢田浩二、川口仁） - 刑事（演：生田蔵満、小川義雄） - 警官（演：高野浩幸、神谷まさひろ） - 毒ガス発生装置                | 宮下隼一          | 三ツ村鐵治 |
| 8月02日        | 27     | 拳のラブストリー                | - 亜川（演：中田譲治） - 南條真弓（演：早瀬恵子） - サイボーグ真弓 - 南條博士（演：清水幹雄） | 酒井直行          | 蓑輪雅夫   |
| 8月16日        | 28     | 光の戦士、再び！                | - デビッド秋葉 - カルロス東郷 - 小針圭三（演：山田登是） | 宮下隼一          | 小西通雄   |
| 8月23日        | 29     | さらば、光の戦士                | - デビッド秋葉 - カルロス東郷 - 小針圭三（演：山田登是） | 宮下隼一          | 小西通雄   |
| 8月30日        | 30     | 狙われた護送作戦                | - 森山保（演：阿川藤太） - 北島英一署長（演：相馬剛三） - 加藤（演：ピース帆足） - 毒ガスの化学式 | 増田貴彦          | 三ツ村鐵治 |
| 9月06日        | 31     | 過去への特救便                  | - 夏目博士（演：松野健一） - 夏目裕子（演：井口恭子） - 夏目達也（演：高橋克明） - タイムマシンレーザー | 酒井直行          | 三ツ村鐵治 |
| 9月13日        | 32     | 耕作のガンコ親父                | - 森崎東一郎（演：高杉哲平） - 森崎彦乃（演：たうみあきこ） - 清水（演：赤星昇一郎） - 川野信行 - 装甲車 | 扇澤延男          | 蓑輪雅夫   |
| 9月20日        | 33     | 完成！戦闘強化服 炎の黙示録編I  | - 湯田均（演：高品剛） - 爆弾ロボット（演：大塚民恵、野中博之、清家利一、井上清和、今井喜美子、田辺智恵、神尾直子ほか） - 大門巌（演：阿部祐二） - 美香（演：森安加代子） - 湯田守（演：蔦谷翼） - 医師（演：岩城力也） | 宮下隼一          | 蓑輪雅夫   |
| 9月27日        | 34     | 生命を売る契約書 炎の黙示録編II | - 湯田均 - 大門巌 - 美香 - 湯田守 - 医師 | 宮下隼一          | 蓑輪雅夫   |
| 10月04日       | 35     | 見えない巨人                    | - 奥田広行（演：中原丈雄） - 新田保（演：柴田翔平） - 反橋栄一郎（演：菅生隆之） - 奥田タカヒコ（演：横尾三郎） - 反橋シュウイチ - 反橋夫人 - 電磁波発生装置                                                            | 扇澤延男          | 小西通雄   |
| 10月11日       | 36     | 隊長が裏切った!?                | - 陣野忠雄（演：原康義） - 山崎（演：辰馬伸） - 陣野ノブヒコ（演：加藤衛） - カオス日本支部員（演：川下敦史、松岡忠則、岡田孝之） - 記憶移植装置                                                                        | 酒井直行          | 小西通雄   |
| 10月18日       | 37     | 復讐の爆走ロード                | - 山口洋一（演：小島隆史） - 稲垣博士（演：斉藤志郎） - 柴田三郎（演：益田哲夫） - ブラックウェンズディ | 中野睦            | 三ツ村鐵治 |
| 10月25日       | 38     | 不発弾、出前一丁                | - 五代作吾（演：金井大） - 大崎太郎（演：高橋一生） - 茂吉（演：依田英助） - 根来（演：小野川公三郎） | 宮下隼一 鈴木康之 | 三ツ村鐵治 |
| 11月08日       | 39     | 飛べ！誓いの白球                | - 安川アツオ（演：遠藤哲司） - 宝石強盗犯（演：高岩成二、岡元次郎） - ナオキ（演：守谷秀太郎） - 栗原洋一（演：大谷朗） - 立岡ミノル - ハイレーザー銃                                                                   | 鷺山京子          | 蓑輪雅夫   |
| 11月15日       | 40     | 死の爆弾罰ゲーム                | - 小出徹（演：醍醐貢介） - 小出弘（演：園部智秋） - 乾ツネオ（演：石田英樹） - 黒田タケシ（演：武蔵拳） - 弘の担任（演：舘大介） - 高性能爆弾                                                                           | 宮下隼一          | 蓑輪雅夫   |
| 11月22日       | 41     | 対決！ふたりの拳                | - 清水千代松（演：榊原伊織〈二役〉） - 清水亀造（演：田中正太郎） - 清水鶴吉（演：斗志） - 死の商人（演：きくち英一、高橋利道）                                                                                         | 扇澤延男          | 石田秀範   |
| 11月29日       | 42     | 特捜、謹慎を命ず                | - 小島涼三（演：堀田真三） - 龍龍雲（演：団巌） - 吉田卓郎（演：山浦広幸） - 卓郎の母（演：富田三千代） - 小島の部下（演：清水一彦）                                                                                    | 酒井直行          | 石田秀範   |
| 12月06日       | 43     | 神と悪魔の黙示録                | - デビッド秋葉 - 大門巌 - 美香 - 神のサンタ（演：今井喜美子ほか） - 川村さやか（演：藤田美紀） | 宮下隼一          | 小西通雄   |
| 12月13日       | 44     | 最終戦争の聖夜                  | - デビッド秋葉 - 大門巌 - 美香 - 神のサンタ - 悪魔の黒サンタ - 川村さやか | 宮下隼一          | 小西通雄   |
| 12月20日       | 45     | 死神の狙撃指令！                | - 原田（演：黒部進） - 村岡文雄（演：桝田徳寿） - 新田展也 - 相沢泰 - ロブ島崎（演：脇坂奎平） - シューティングロボットS-1                                                                                              | 増田貴彦          | 三ツ村鐵治 |
| 12月27日       | 46     | 魔獣を飼う美少女                | - 本田克明（演：大泉公孝） - 本田恵子（演：西脇マミ） - 本田弓子（演：藤木聖子） - 白石（演：伊藤和晃） - 井上（演：安良岡俊一） - 真壁社長 - 林田誠                                                                    | 扇澤延男          | 三ツ村鐵治 |
| 1993年01月10日 | 47     | 正木リターンズ!!                | - 正木俊介警視監（演：宮内洋） - 大門巌 - 美香 - 産婦人科医（演：八百原寿子） - シルクハットの老紳士（演：菊地寿幸） | 宮下隼一 鈴木康之 | 蓑輪雅夫   |
| 1月17日        | 48     | 決戦！最後の審判                | - 正木俊介警視監 - 大門巌 - 美香 - シルクハットの老紳士 - シルクハットの少年（演：松木一真） | 宮下隼一 鈴木康之 | 蓑輪雅夫   |
| 1月24日        | 49     | さらば特捜警察                  | - 大門巌 - 美香 - 一家（演：岡田吉弘、石井ゆき、水谷章絵） - 屋台のオヤジ（演：佐川二郎） - デビッド秋葉 - 正木俊介警視監                                                                                               | 宮下隼一 鈴木康之 | 蓑輪雅夫   |

## 放映ネット局
系列は放送当時のもの。
| 放送対象地域  | 放送局             | 系列                                         | 備考               |
| ------------- | ------------------ | -------------------------------------------- | ------------------ |
| 関東広域圏    | テレビ朝日         | テレビ朝日系列                               | 制作局             |
| 北海道        | 北海道テレビ       | テレビ朝日系列                               |                    |
| 青森県        | 青森朝日放送       | テレビ朝日系列                               |                    |
| 岩手県        | 岩手放送           | TBS系列                                      |                    |
| 宮城県        | 東日本放送         | テレビ朝日系列                               |                    |
| 秋田県        | 秋田放送           | 日本テレビ系列                               | 1992年9月まで      |
| 秋田県        | 秋田朝日放送       | テレビ朝日系列                               | 1992年10月開局から |
| 山形県        | 山形放送           | 日本テレビ系列 テレビ朝日系列                |                    |
| 福島県        | 福島放送           | テレビ朝日系列                               |                    |
| 新潟県        | 新潟テレビ21       | テレビ朝日系列                               |                    |
| 長野県        | 長野朝日放送       | テレビ朝日系列                               |                    |
| 山梨県        | テレビ山梨         | TBS系列                                      |                    |
| 静岡県        | 静岡けんみんテレビ | テレビ朝日系列                               |                    |
| 石川県        | 北陸朝日放送       | テレビ朝日系列                               |                    |
| 福井県        | 福井放送           | 日本テレビ系列 テレビ朝日系列                |                    |
| 中京広域圏    | 名古屋テレビ       | テレビ朝日系列                               |                    |
| 近畿広域圏    | 朝日放送           | テレビ朝日系列                               |                    |
| 島根県 鳥取県 | 山陰放送           | TBS系列                                      |                    |
| 広島県        | 広島ホームテレビ   | テレビ朝日系列                               |                    |
| 山口県        | 山口放送           | 日本テレビ系列                               |                    |
| 香川県 岡山県 | 瀬戸内海放送       | テレビ朝日系列                               |                    |
| 愛媛県        | テレビ愛媛         | フジテレビ系列                               |                    |
| 高知県        | テレビ高知         | TBS系列                                      |                    |
| 徳島県        | 四国放送           | 日本テレビ系列                               |                    |
| 福岡県        | 九州朝日放送       | テレビ朝日系列                               |                    |
| 長崎県        | 長崎文化放送       | テレビ朝日系列                               |                    |
| 熊本県        | 熊本朝日放送       | テレビ朝日系列                               |                    |
| 大分県        | テレビ大分         | フジテレビ系列 日本テレビ系列                |                    |
| 宮崎県        | テレビ宮崎         | フジテレビ系列 日本テレビ系列 テレビ朝日系列 |                    |
| 鹿児島県      | 鹿児島放送         | テレビ朝日系列                               |                    |

## 他媒体展開

### 映像ソフト化
いずれも発売元は東映ビデオ。
ビデオ
1993年4月25日から9月25日にかけて、セル・レンタル共通で全12巻（各巻4話（12巻のみ5話）収録）がリリースされている。それまでのメタルヒーローシリーズのビデオは『宇宙刑事ギャバン』、『宇宙刑事シャリバン』を除いて全話収録ではない、もしくはテレビシリーズのビデオが未発売というパターンが多かったが、本作品以降はいずれの作品においても全話収録のVHSがリリースされるようになった。
収録音声は、第13話までは過去のメタルヒーローシリーズ同様、フィルムに記録された光学サウンドトラック音声を、第14話以降には現存するVTRマスターのものと思われる磁気音声をそれぞれ使用されている。
上記の他、テレビシリーズを再編集したHEROクラブのビデオも全2巻がリリースされている。
DVD
2011年3月21日から7月21日にかけて、全5巻がリリースされている。最終巻である5巻には次作『ジャンパーソン』の予告も収録されている。

### 漫画作品
こいしさとし
『てれびくん』連載。テレビシリーズでは実現しなかったウインスペクターとソルブレインとの共演が最終決戦の回で描かれており、美香が呼び寄せたという設定でウインスペクターとソルブレインも含めた9人の戦士が大門に立ち向かうという展開となっている。ナイトファイヤーはウインスペクター扱いで登場。
相原和典
『テレビランド』連載。

### 映画作品
本作品単体での映画作品は存在しない。
仮面ライダー×スーパー戦隊×宇宙刑事 スーパーヒーロー大戦Z
ゴーカイレッドの二段変身という形でドラフトレッダーが登場。

### CS放送・ネット配信
CS放送
- 東映チャンネル…2006年11月 - 2007年5月（「GO! GO! ヒーローズ」枠）、2009年5月 - 10月（「アンコールアワー」枠）、2013年12月 - 2014年5月、2016年4月 - 9月（いずれも「メタルヒーロータイム」枠）

ネット配信
- 東映特撮 YouTube Official…2013年1月14日 - 6月30日、2014年12月14日 - 2015年6月7日、2019年5月5日 - 10月27日
- 東映特撮ニコニコおふぃしゃる…2021年6月9日 - 2022年5月11日